# Kostel svatého Jana Křtitele (Svojšice)
Kostel svatého Jana Křtitele je původně gotický římskokatolický kostel ve Svojšicích. Od roku 1958 je chráněn jako kulturní památka.

## Historie
Kostel, tj. presbytář a loď, byl vystavěn v raně gotickém slohu, pravděpodobně v době po roce 1250. Starobylost kostela dokládají mohutné kamenné opěráky, tupě lomený vítězný oblouk, portál hlavního vchodu, křtitelnice, zdobné prvky kamenných svorníků a konzol. Nejstarší zpráva o kostele je z roku 1366. Z původních gotických konstrukcí se zachoval vítězný oblouk, klenba presbytáře, štíty, portál lodi a východní okno presbytáře.
V roce 1706 byla při jižní straně kostela vybudována kaple svaté Barbory v barokním slohu. Následně byla v 18. století přistavěna sakristie a předsíňka v západním průčelí před vchodem do kostela. Konečná podoba kostela je z roku 1787, kdy proběhla poslední rekonstrukce.
Z první poloviny  19. století pochází krovy a konstrukce věžičky.

## Stavební podoba
Loď kostela je vystavěna na čtvercovém půdorysu. Na loď navazuje presbytář sklenutý křížovou klenbou a kaple svaté Barbory na jižní straně. Architektonicky cenné je kruhové okénko s čtyřlistou kamennou kružbou ve východní stěně presbytáře.
Na jižní venkovní stěně lodi se nacházejí sluneční hodiny.
Kostel a hřbitov, který jej obklopuje, chrání ohradní zeď s masivními opěrnými pilíři na severní straně. U zdi je možné přepokládat ještě předbarokní původ.

## Interiér kostela
Oltářní obraz svatého Martina z Tours z 18. století s jeho atributem, martinskou husou, svědčí o původním zasvěcení kostela. Cennou částí vnitřního vybavení je barokní akantový oltář v kapli svaté Barbory.
Uvnitř kostela se nachází sedm náhrobních žulových desek ze 16. a 17. století označujících místa pohřbení příslušníků místní šlechty. V kostelíku je více než 500 let starý zvon mistra zvonaře Jana Konváře.

## Hřbitov
Kostel je obklopen hřbitovem využívaným pro pohřby zesnulých ze Svojšic. Před kostelem, na západní straně při zdi u hřbitovního vchodu, roste památná Svojšická lípa. Před vchodem na hřbitov je na kamenném podstavci postaven výrazný kříž. Původně zde byl pohřben český herec Jan Kaška (1810–1869). V roce 1910 byly ostatky převezeny do rodinného hrobu na Olšanských hřbitovech a herce na hřbitově připomíná symbolická pamětní deska.

## Galerie

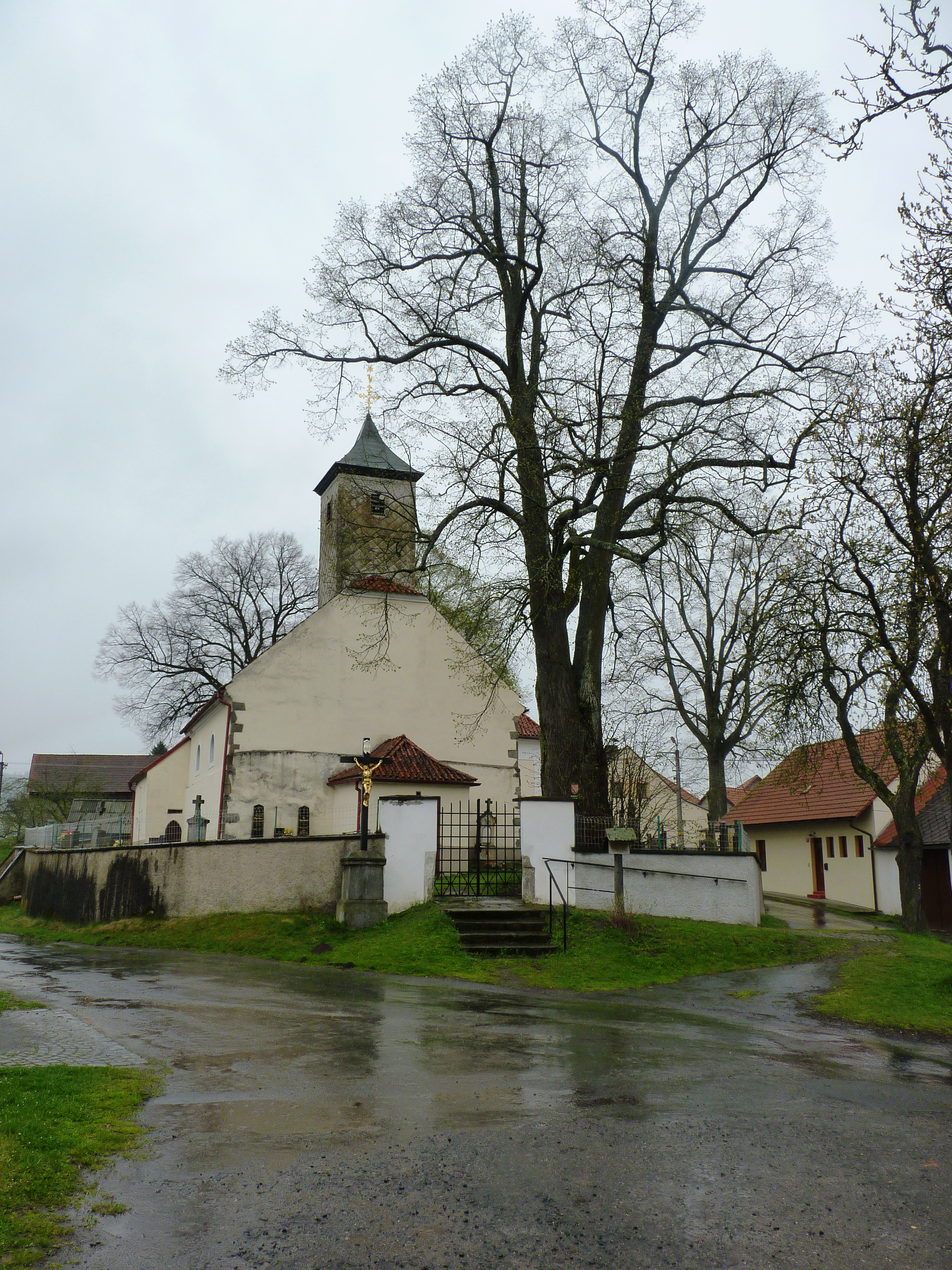
Celkový pohled na kostel s památnou lípou od západu
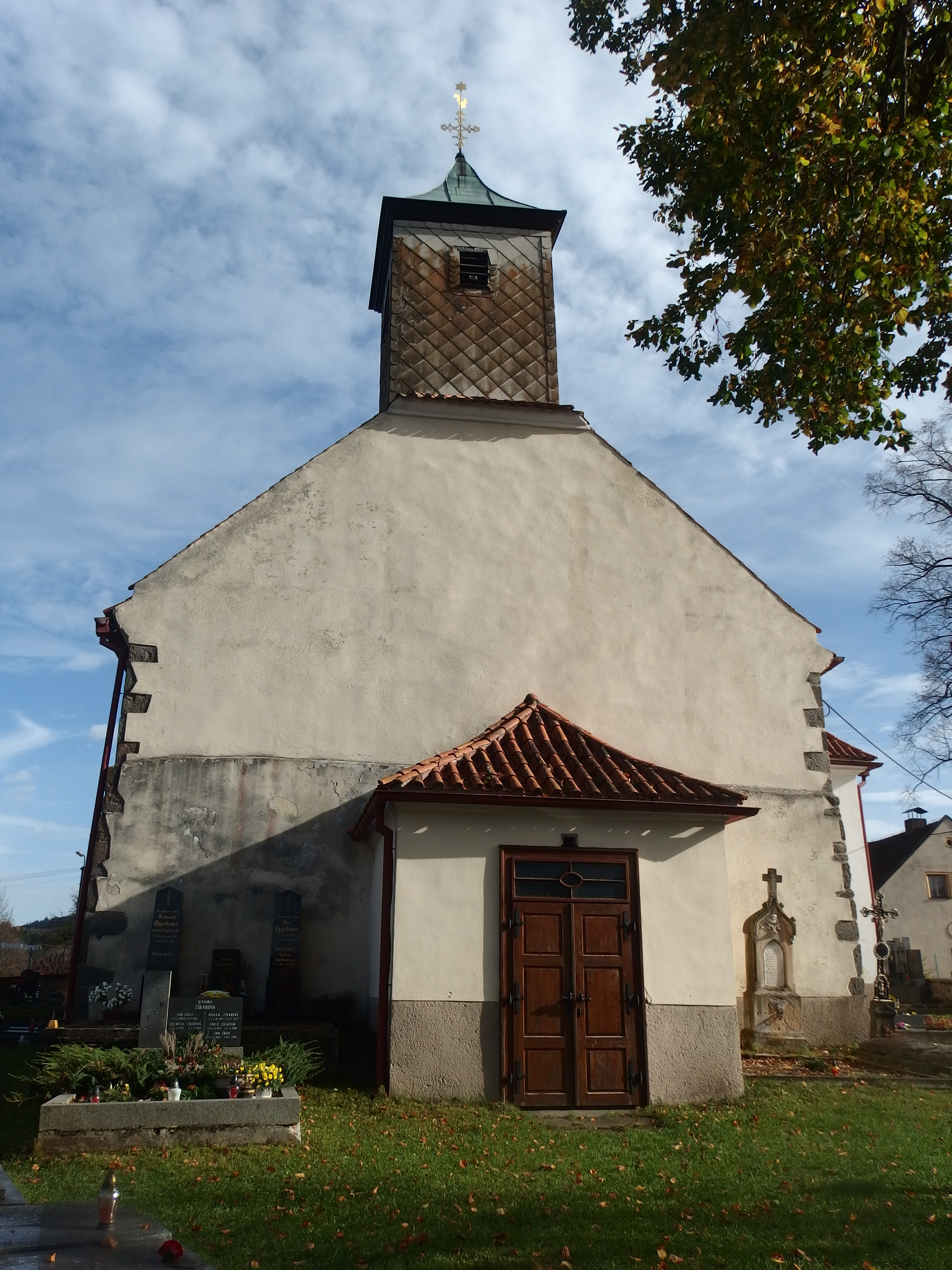
Pohled západní průčelí na kostela
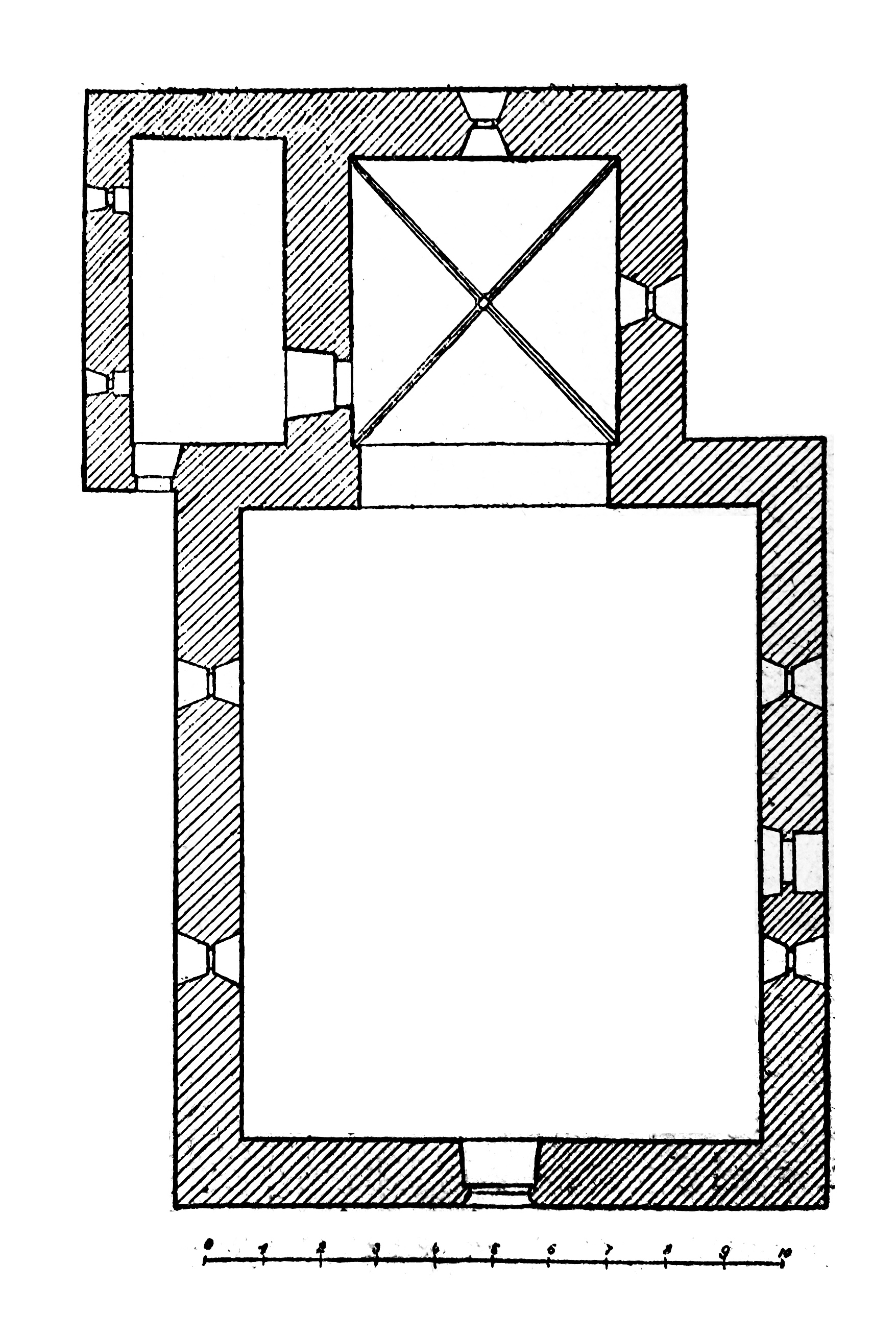
Půdorysná dispozice kostela
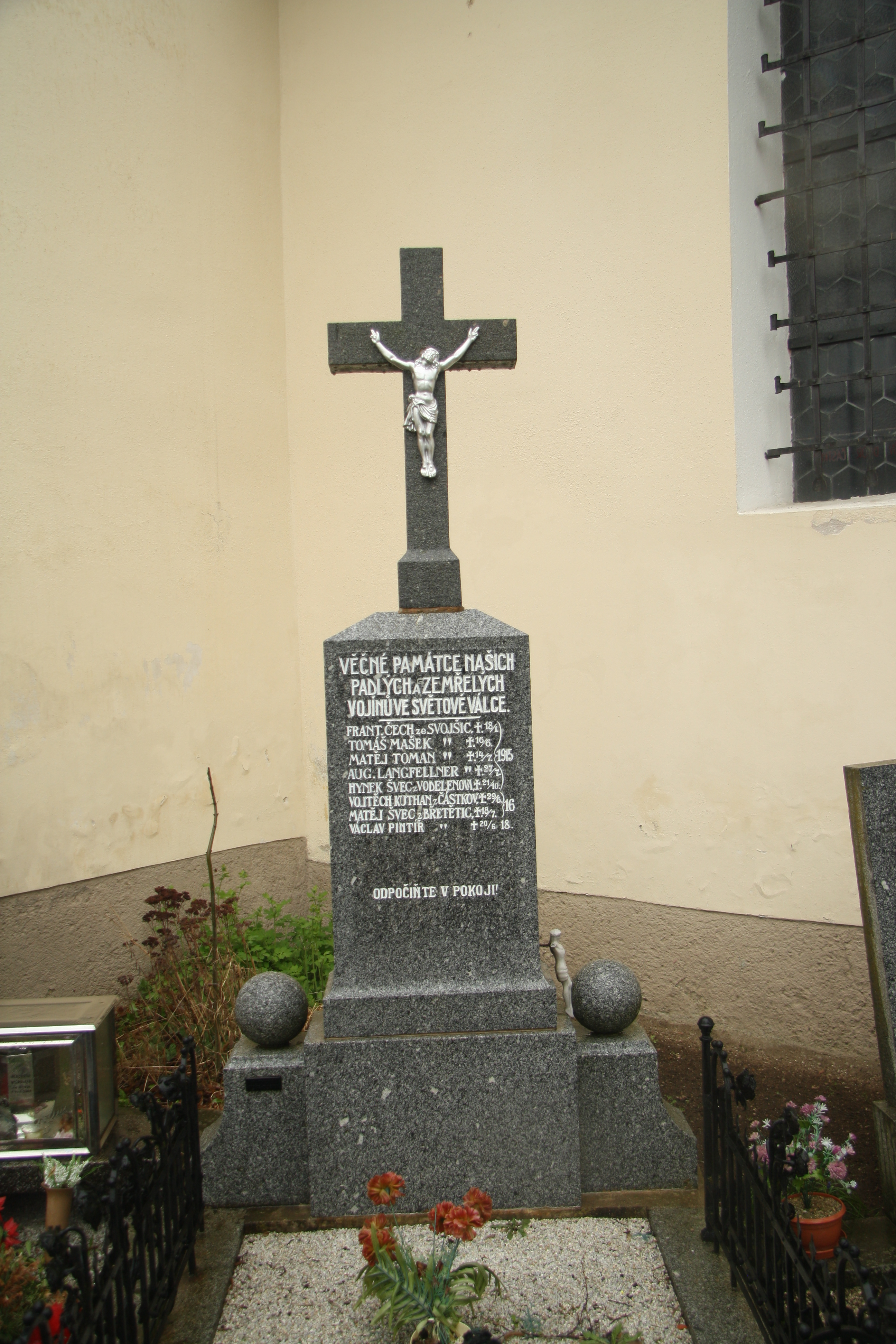
Památník obětem I. sv. války u kostela
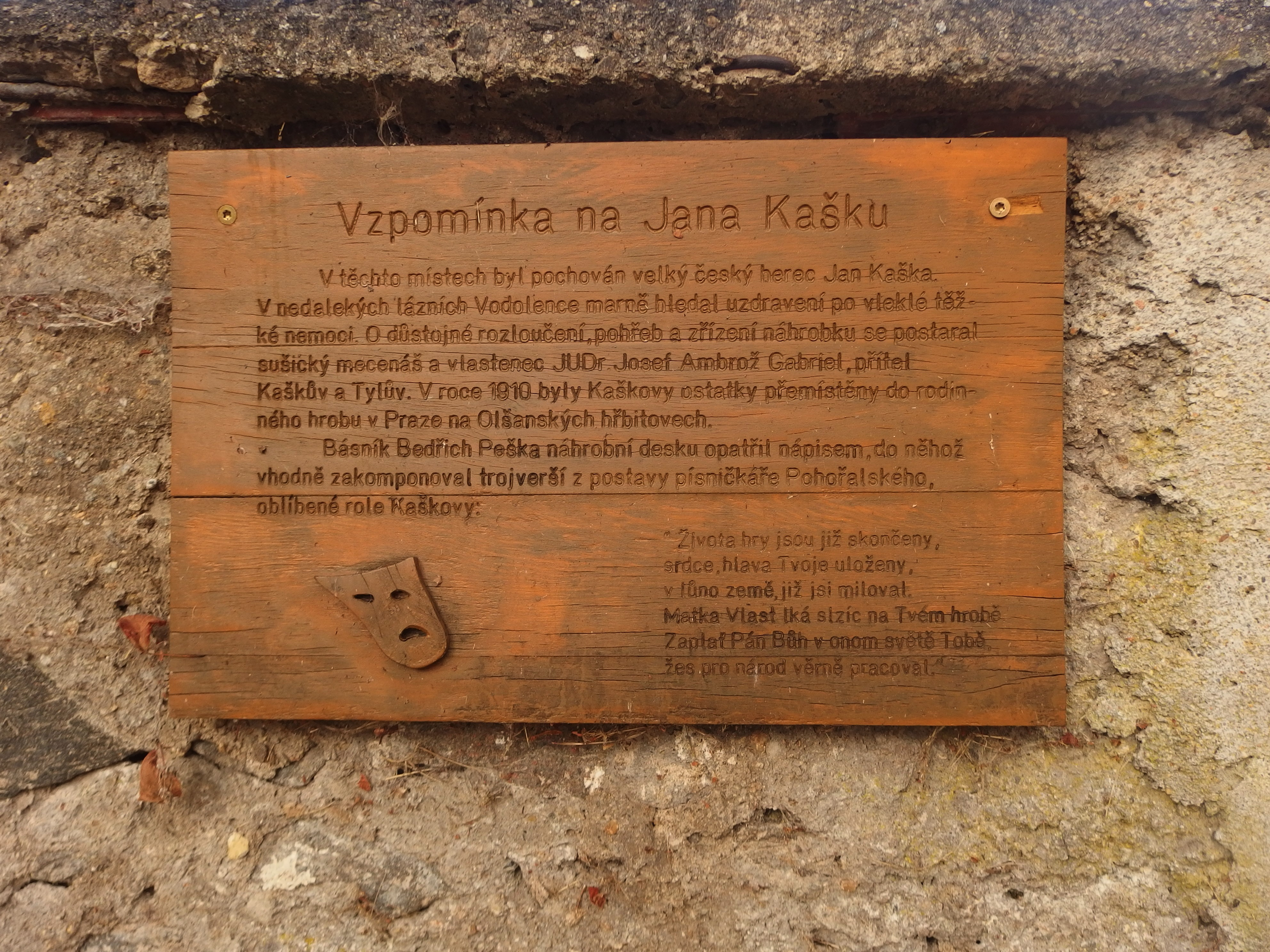
Pamětní deska Jana Kašky na hřbitově u kostela ve Svojšicích